# Mpemba-paradoxon

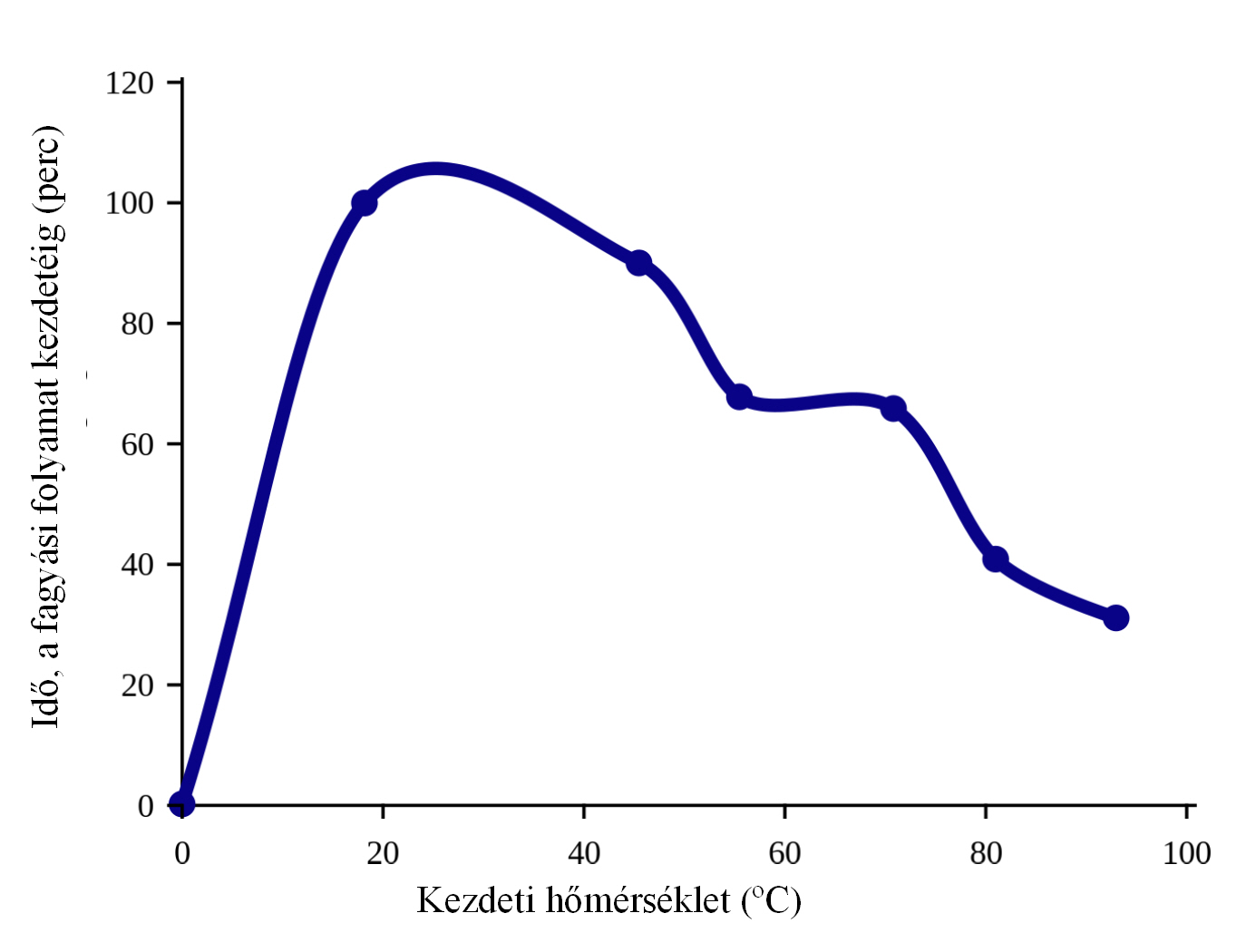
Mpemba-paradoxon grafikonja

A Mpemba-paradoxon a víznek azt a különleges tulajdonságát állapítja meg, hogy azonos körülmények között a fagyni kitett meleg víz hamarabb fagy meg, mint a hideg víz. A jelenséget újrafelfedezőjéről, Erasto B. Mpemba tanzániai diákról nevezték el. Több elmélet próbálja magyarázni, de a teljes megértéshez még további vizsgálatokra van szükség.

## Definíció
Ha ugyanannyi hideg és meleg vizet ugyanolyan edényekben és ugyanazokkal a kezdeti feltételekkel hűtenek a víz fagypontja alá, akkor az eredetileg melegebb víz előbb fagy meg, kristályosodik, mint az eredetileg hidegebb.
Nem igaz azonban az az általánosítás, hogy a forró víz mindig előbb fagy meg, mint a hideg. Ez csak bizonyos termodinamikai rendszerekben lép fel.

## Felfedezése
A jelenséget először Arisztotelész írta le Kr. e. 300-ban. Roger Bacon és René Descartes is említette írásaiban. 1963-ban a tanzániai Erasto B. Mpemba iskolás diák találkozott a jelenséggel fagylaltkészítés közben. Dr. Denis G. Osborne-nal együtt jelentette meg 1969-ben, miután számos kísérletet végeztek a témában. Beletelt néhány évbe, amíg tudományosan is megvizsgálták a kérdést.

## Okai
Vannak elméletek, amelyek szerint a lényeges okok egyike a nyílt rendszerre hivatkozás. Egy nyílt rendszerben a melegebb víz mennyisége sokkal inkább csökken a párolgástól, mint a hidegebbé. Ez azon múlik, hogy egy folyadék gőznyomása exponenciálisan nő a hőmérséklettel, és arányos a párolgás sebességével. Ez azt jelenti, hogy adott idő alatt több meleg, mint hideg víz párolog el, így a fagypontot két különböző mennyiségű folyadék éri el: az eredetileg melegebből kevesebb lesz. Kevesebb folyadék pedig gyorsabban fagy meg ugyanolyan körülmények között, mint több.
Egy másik elmélet szerint a vízben oldott sók (karbonátok) magas hőmérsékleten kiválnak, így többé nem befolyásolják a fagyáspontot. A még folyékony hideg vízben a kristályosodás kezdetekor egyre nő a sókoncentráció. Ismert azonban, hogy a nagyobb koncentrációjú sóoldat fagyáspontja alacsonyabb, mivel a vízben megnő az entrópia, és így nehezebbé válik a rendezett kristályszerkezet kialakulása.
A paradoxon nem mindig jelentkezik, hanem csak egy megfelelő paramétertartományban. Ekkor a következő folyamatok határozzák meg a lehűlés és a fagyás sebességét: hűlés közben a két folyékony víz mennyisége különböző sebességgel csökken, és a maradék víz ebből következően gyorsabban kristályosodik.
Bár a hűlés közbeni különböző mértékű anyagvesztés és a sókoncentráció a jelenség fő okai, nincs egyetértés arról, hogy a kísérleti elrendezés más körülményei nincsenek ugyanekkora hatással. Ez nagyon vitatott, és nem válaszolható meg a rendelkezésre álló adatokból a módszertani hibák és a szegényes ráfordítás miatt. Lehet, hogy a speciális kísérleti körülmények között más hatások is ugyanilyen fontosak. 

## A Mpemba-paradoxon és a termodinamikai rendszerek

### Nyílt rendszer
A Mpemba-paradoxon csak nyílt rendszerekben lép fel. A nyílt rendszerek jellemzője az anyag és az energia áramlása a rendszer és környezete között. 
Ilyen például egy pohár lefedetlen víz. A párolgással csökken a pohárban a vízmennyiség, és csökken a hőmérséklet. A légkörnek nő a vízgőztartalma és az energiája. Ezt azonban nem számszerűsítik.
Termodinamikai szempontból a nyílt rendszerekben folytatott kísérletekben több mennyiség is megváltozik, így a mérés és a megfigyelt változatok értelmezése is nehezebbé válik.

### Zárt rendszer
Zárt rendszerekben a Mpemba-paradoxon nem jelentkezik, de itt sem szabad megfeledkezni a víz párolgásáról.
Zárt rendszerekből az elpárolgott víz nem tud kijutni, hanem lecsapódik azon a hőmérsékleten, ahol gőznyomása megfelel a rendszer hőmérsékletének és a benne uralkodó nyomásnak. Mindkét részrendszerben (a hidegebb és a melegebb vizet tekintve) a víz mennyisége állandó marad, még ha a folyékony víz és a vízgőz aránya a kettőben el is tér.
A víz párolgásához szükséges párolgáshő nem kerül ki a rendszerből, mint a nyílt rendszer esetén, hanem újra felszabadul hűléskor és lecsapódáskor. Ezért zárt rendszerben az eredetileg melegebb víznek mindig több idő kell a lehűléshez, mint az eredetileg hidegebbnek, így az eredetileg melegebb nem tudja leelőzni az eredetileg hidegebbet, ahogy a nyílt rendszerben tapasztalható. Tehát a Mpemba-paradoxon nem lép fel.

## Fontos paraméterek
A következő paraméterek lényeges szerephez jutnak a nyílt rendszerben:
A kiindulási víztömegek
Nem lehetnek túl kicsik, különben a víz elpárolog, mielőtt megfagyna.
A vizek eredeti hőmérséklete
Az eredeti nagy hőmérsékletkülönbség kedvező a Mpemba-paradoxon számára, mert így aránylag sokkal több eredetileg melegebb víz párologhat el. Ugyanakkor nem lehet a hidegebb víz hőmérséklete fagypont közeli, különben a melegebb víz nem tudja leelőzni.
A vízfelszín nagysága
Az időegység alatt elpárolgó víz mennyisége arányos a folyékony víz és a vízgőz közötti felszín nagyságával. A vízfelszín nagysága az edények alakjától függ. A Mpemba-paradoxon számára ezért kedvezőbb a nagyobb vízfelszín.

A tartóedények hővezetési együtthatója
Meghatározza, hogy milyen gyorsan adhat le hőt a víz az edény falán át. Minél nagyobb az edények hővezetési együtthatója, annál gyorsabban hűlhet a víz az edény falával érintkezve. A Mpemba-paradoxon számára a kis hővezetési együttható a kedvező, mert akkor a lehűlés alatt több víz párologhat el, de fagyáskor a kristályosodási hő is nehezebben vezetődik el, így a jégkristályok kialakulása lelassul, ami szintén akadályozza a Mpemba-paradoxon kialakulását. A hatás megfigyeléséhez tehát érdemes olyan edényeket használni, amelyek anyaga jó hővezető.

## Zavaró paraméterek
A következő paraméterek nem döntő fontosságúak a jelenség fellépésében, de el nem hanyagolható mértékben erősíthetik vagy gyengíthetik.

### Túlhűlt folyadékok és olvadás
A tiszta folyadékok, például a desztillált víz folyadék állapotban fagypont alá hűthetők, ha nincs jelen zavaró hatás, például az edény nem rázkódik, vagy nincs kristályosodási mag. Ennek kivédéséhez elég egy homokszem. Az elterjedt nézetek szerint a kristályosodáshoz nem kell a magok nagy koncentrációja, de kristályosodási magra szükség van.
A kristályosodás elmaradása miatti fagypontcsökkenés egyébként független attól, hogy a nyomás és a térfogat is befolyásolja a fagyáspontot.
Lényegi hatással nincs a Mpemba-paradoxonra, mivel az eredetileg hidegebb víz éppúgy érintett, mint az eredetileg melegebb. Azt viszont megállapítható, hogy az eredetileg melegebb víz kevesebb kristályosodási magot, például szén-dioxid buborékot tartalmaz, mint az eredetileg hidegebb, mert magasabb hőmérsékleten rosszabb a gázok oldhatósága. Így a túlhűtés gyengíti a Mpemba-paradoxont, mert az eredetileg melegebb víz nem fog gyorsabban megfagyni, ha túlhűlésre kerül sor.

### Hőmérsékleti különbségek
A rendszerben meglevő hőmérsékleti különbségeket hőmérsékleti gradiensnek is szokták nevezni. Ez a mozdulatlan folyadékban és mozdulatlan környezetében jön létre. Például az edény falainál és a felszíni határfelületen alacsonyabb, mint a folyadék belsejében, a környezetben pedig az edényhez közelebb magasabb, mint attól távolabb. A kezdetben különböző hőmérsékletű rendszerekben máshogy alakul a hőmérsékleti gradiens, ami egyenértékű az edények hővezetési együtthatójának megváltozásával. Ez a hatás többféle módon enyhíthető, például a folyadékok keverésével.

### Oldott anyagok
Az oldott anyagok a Raoult-törvény szerint csökkenthetik a folyadék fagyáspontját, ahol a fagyáspont csökkenése az oldott anyagok koncentrációjával arányos. Oldott gázok esetén a gőznyomás miatt a koncentráció megint csak hőmérsékletfüggő. Ez azt jelenti, hogy a kezdetben különböző hőmérsékletű folyadékok különböző mennyiségű gázt tartalmaznak, és így a fagyáspontjuk is különbözik. A hatás azonban kicsi, ezért csak kicsi a szerepe a Mpemba-paradoxon felléptében, de erősíti. Ez a hatás kiküszöbölhető eleve gáztalanított folyadékok használatával, például előzetes forralással. Hasonlók érvényesek a térfogatra is.

## Más folyadékok
A Mpemba-paradoxon nem a víz anomáliája, ezért más folyadékoknál is megfigyelhető. Fellépése az anyag hőkapacitásától függ, így az etil-alkohol, az ecetsav, a benzol vagy a hexán gőznyomása is exponenciálisan függ a hőmérséklettől. Ezeknek az anyagoknak a fagyáspontja azonban jóval a vízé alatt van, ezért hűtésük jobb felszereltséget igényel, vagy gyulladásveszélyesek és mérgezőek, ezért nem szabad őket nyílt rendszerben párologtatni.

## Felhasználása
Akkor gondolunk korrektül a Mpemba-paradoxonra, ha az eredetileg melegebb vízből kevesebb van, mint az eredetileg hidegebből. Energetikai és kinetikai célokra nem használható.

### Energia
Először energiát használnak fel a rendszer felmelegítésére, aztán visszanyerik az energiát a rendszer hűtésével. Energetikai szempontból a rendszerből így kinyert energia elvész, függetlenül attól, hogy nyílt vagy zárt rendszerről volt szó. Energiailag csak a hűtés szempontjából jó.

### Kinetika
Ha a cél az, hogy a vizet egy meghatározott mennyiségű jég előállítása céljából mielőbb megfagyasszák, akkor kinetikai szempontból értelmetlen kihasználni a Mpemba-paradoxont. A legegyszerűbb módszer (kimérni a vizet és lehűteni) a leggyorsabb módja a jég elkészítésének. Ha annyi melegebb vizet használnak, amennyiből ugyanannyi jég keletkezik, akkor nem lép fel a Mpemba-paradoxon, ha pedig ugyanannyi melegebb vizet használnak, akkor fellép, de kevesebb jég képződik.  De ekkor is gyorsabb rögtön lehűteni a vizet, mint előtte felmelegíteni.
Ugyanezen okokból kizárt a Mpemba-paradoxon bármiféle értelmes technikai felhasználása, mert minden kristályosodási problémára van gazdaságosabb megoldás.

### Mpemba
Mindez nem zárja ki a gyakorlati alkalmazásokat. Mpemba is így fedezte fel, hogy gyorsabban is megfagyaszthatja a fagylaltját. Ilyenkor azonban termodinamikai okokból van egy nem kívánt hatása: kevesebb jég keletkezik. Így Mpemba kevesebb fagylaltot állított elő, mint amennyit optimális esetben tudott volna, és gyakrabban kellett kiolvasztania a hűtőt.

## Összegzés
A Mpemba-paradoxon egy meglepő és az intuíciónak ellentmondó látványos jelenség, aminek fizikai és kémiai alapjai már a XIX. század óta ismert August-formulából láthatók.
Mpemba érdeme, hogy felhívta a tágabb természettudomány iránt érdeklődő közönség figyelmét a paradoxonra.
A Mpemba-paradoxon és a róla szóló elméleti magyarázatok alkalmasak arra, hogy egy meglepő és látványos kísérlettel elmélyítsék az ismereteket a klasszikus termodinamikáról.